# Jonathan Hill
Jonathan Hopkin Hill, baron Hill of Oareford, CBE, PC (født 24. juli 1960 i London) er en britisk politiker fra partiet Konservative.

## Biografi
Hill er uddannet i historie fra Trinity College ved Cambridge Universitet.
Han var landets minister for skoler i 2010-2013 og leder af Overhuset i 2013-2014.
Den 10. september 2014 blev Lord Hill udpeget som kandidat for Storbritannien til posten som EU-kommissær for finansiel stabilitet Junckers kommende kommission.

## Udmærkelse
- CBE (1995)
- Baron (2010)